# Grote Scheldeprijs 1998
Il Grote Scheldeprijs 1998, ottantaquattresima edizione della corsa, si svolse il 22 aprile per un percorso di 203 km, con partenza ad Anversa ed arrivo a Schoten. Fu vinto dall'olandese Servais Knaven della squadra TVM-Farm Frites davanti al connazionale Léon van Bon e al belga Bart Leysen.

## Ordine d'arrivo (Top 10)
| Pos. | Corridore            | Squadra                | Tempo    |
| ---- | -------------------- | ---------------------- | -------- |
| 1    | Servais Knaven       | TVM-Farm Frites        | 4h19'19" |
| 2    | Léon van Bon         | Rabobank               | a 23"    |
| 3    | Bart Leysen          | Mapei-Bricobi          | s.t.     |
| 4    | Juris Silovs         | Team Home-Jack & Jones | a 29"    |
| 5    | Martin van Steen     | Team Nürnberger        | a 1'06"  |
| 6    | Wim Omloop           | Spar-RDM               | a 1'30"  |
| 7    | Vjačeslav Ekimov     | US Postal Service      | a 4'54"  |
| 8    | Kurt Van De Wouwer   | Lotto-Mobistar         | a 4'56"  |
| 9    | Christophe Agnolutto | Casino                 | s.t.     |
| 10   | Dario Pieri          | Scrigno-Gaerne         | s.t.     |